# Лытница
Лытница — деревня в Оленинском муниципальном округе Тверской области.

## География
Находится в юго-западной части Тверской области у юго-восточной окраины административного центра округа поселка Оленино.

## История
Показана была еще на карте Менде (состояние местности на 1848 год). В 1859 году здесь (тогда деревня Ржевского уезда Тверской губернии) было учтено 8 дворов, в 1941 — 24. До 2019 года входила в состав ныне упразднённого городского поселения посёлок Оленино.

## Население
Численность населения: 80 человек (1859 год), 74 (русские 88 %) в 2002 году, 95 в 2010.